# サンタアニタパーク競馬場

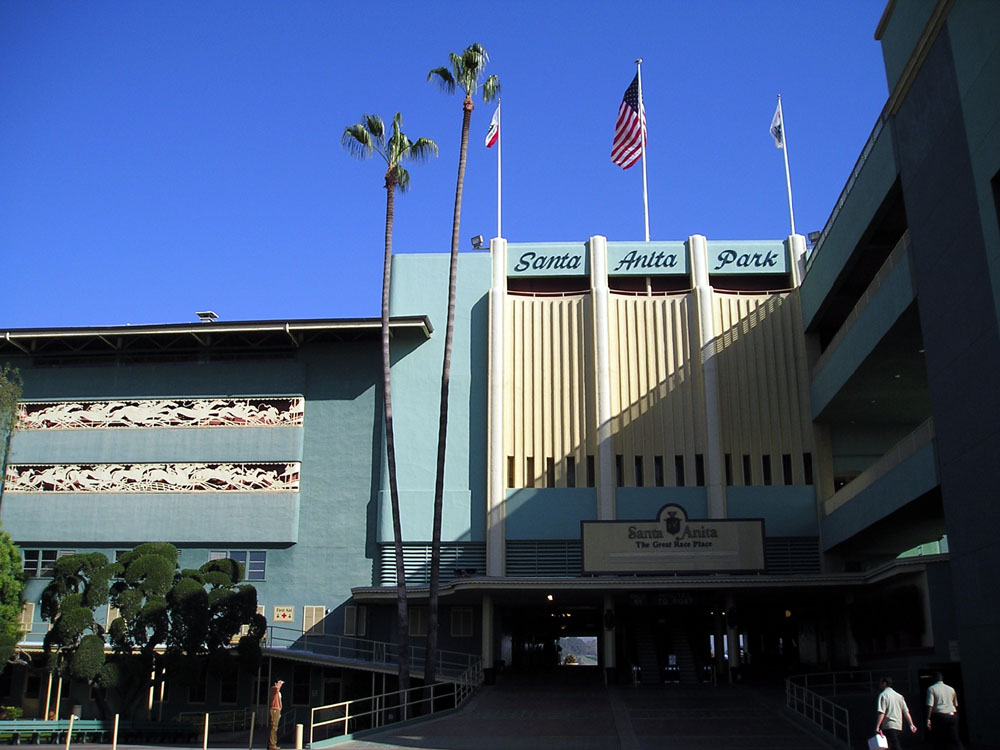
競馬場正面入り口

サンタアニタパーク競馬場（Santa Anita Park Racetrack）は、アメリカ合衆国のカリフォルニア州アーケーディア（ロサンゼルスの東郊にある都市）に位置する1/ST社が所有する競馬場である。

## 概要
アメリカ西海岸の主要3競馬場（ハリウッドパーク競馬場（2013年閉場）・デルマー競馬場）のうちで最も長い歴史を持つ競馬場である。
1959年にはワシントンバースデーハンデキャップ競走で日本のハクチカラが優勝し、日本産競走馬の海外競走初勝利の舞台となった競馬場である。この競馬場は、結果としてシンボリルドルフの現役最後の競走となってしまったサンルイレイステークスや、ドバイワールドカップを見据えた競走となる、アメリカ初春の古馬最強馬決定戦サンタアニタハンデキャップが開催されることで知られる。
また1995年から大井競馬場（東京シティ競馬）と友好交流提携を結んでおり、交換競走としてサンタアニタパーク競馬場では東京シティカップ（G3）が、大井競馬場ではサンタアニタトロフィー（南関東SIII）が行われているほか、東京シティカップの開催日には「ジャパンファミリーデー」と題して、日本の文化を紹介するイベントが行われる。このほか、競馬場内には「TCKステーブル」と呼ばれる東京都馬主会会員の専用厩舎が設けられており、東京都馬主会の会員は同厩舎を使用し、大井所属のまま米国内のレースに出走可能になっている。2019年からはサンタアニタダービー（G1）と東京シティカップに、大井所属馬の出走枠が設けられた。

## 歴史
- 1934年 - 初めてこの地で競馬が開催される。
- 第二次世界大戦中、日系アメリカ人の強制収容所が置かれたことがあった。（日系人の強制収容）
- 1959年 - ワシントンバースデーハンデキャップ(San Luis Obispo Handicap)に於いて、ハクチカラが優勝。
- 1984年 - 第23回ロサンゼルス五輪で馬術競技実施
- 1986年 - 第3回ブリーダーズカップを開催。
- 1993年 - 第10回ブリーダーズカップを開催。
- 2003年
  - 第1回サンシャインミリオンズを開催。
  - 第20回ブリーダーズカップを開催。
- 2008年 - 第25回ブリーダーズカップを開催。
- 2009年 - 第26回ブリーダーズカップを開催。
- 2011年 - オークツリー競馬協会との賃貸契約解除。これに伴い翌年の秋季開催のレース名が大幅に変更される。
- 2012年 - 第29回ブリーダーズカップを開催。
- 2013年 - 第30回ブリーダーズカップを開催。
- 2014年 - 第31回ブリーダーズカップを開催。
- 2016年 - 第33回ブリーダーズカップを開催。
- 2019年
  - 前年12月から競走馬21頭の死亡事故が起きたことを受け、3月6日から28日まで開催中止となる[2]。
  - 第36回ブリーダーズカップを開催。
- 2023年 - 第40回ブリーダーズカップを開催[3]。
- 2028年 - 第34回ロサンゼルス五輪で馬術競技実施予定[4]。

## コース
- 全コース左回りで、本馬場のダートコースは1周1,609メートル、直線274メートル、芝コースは1周1408メートルとなっている。芝コースは日本の芝並みに速いタイムが出ることも多い。
- また向こう正面奥から下り坂が続き、ダートコースを横切って最後の直線に入るヒルサイドターフコースが設置されており、芝6.5・10・12・14ハロンの競走はこのコースが使われている。
- 2007年9月から、一時ダートコースにオールウェザー素材を導入、当初はクッショントラックが導入されていたが、大雨が降ると水捌けが上手く機能せずに不良馬場になってしまい、2007年冬-2008年春のシーズン中に全部で11日も開催が休止された。このため、2008年からはプロライド社のオールウェザー素材（プロライドシンセティック）に入れ替えられ、同年この競馬場で開催されたブリーダーズカップは、史上初となるオールウェザー馬場での開催となった。ただ水はけの悪さを考慮し、2011年にはダートコースに戻されている。このダートコースは、アメリカのダートの特徴である粘土の含有量が減少した、エル・セグンド・ダート（ロサンゼルス国際空港付近のエルセグンド市採掘に由来）という砂の含有量を増やしたものとなっている。なおカリフォルニア州競馬委員会ではダートコースを原則としてオールウェザーコースに転換するよう義務付ける指導を行っている。
- 2018-19年の冬春開催で多数の競走馬が予後不良になったことを受けて同年にダート馬場を改良した。これにより従来よりもタイムが抑制されている。
- 2020年12月からは、芝5ハロンの奥にシュートが出来て5.5ハロン、6ハロン、6.5ハロンのレースが行われ始めた。

## 主な競走
- サンシャインミリオンズ
  - サンシャインミリオンズフィリー&メアターフスプリント
- サンタモニカハンデキャップ
- サンタマリアハンデキャップ
- ラスヴァージネスステークス
- フランク・E・キルローマイルハンデキャップ
- サンタアニタハンデキャップ
- サンタマルガリータインビテーショナルステークス
- サンタアニタオークス
- サンタアニタダービー
- マリブステークス
- ラブレアステークス
- アメリカンオークスステークス
- ゲイムリーステークス
- ハリウッドゴールドカップステークス
- シューメイカーマイルステークス
- トリプルベンドインビテーショナルハンデキャップ
- ビホルダーマイルステークス
- ロイヤルヒロインマイルステークス
- チャールズウィッティンガムステークス
- カリフォルニアンステークス
- グッドウッドステークス
- ゼニヤッタステークス
- オークリーフステークス
- ロデオドライブステークス
- アメリカンファラオステークス
- サンタアニタスプリントチャンピオンシップステークス
- サンフアンカピストラーノインビテーショナルハンデキャップ
- ジョンヘンリーターフチャンピオンシップステークス
- サンルイレイステークス
- 東京シティカップ